# 蒙塔古 (加利福尼亚州)
蒙塔古 ，是美国加利福尼亚州锡斯基尤县下属的一座城市。建市于1909年1月28日，面积大约为1.78平方英里（4.6平方公里）。根据2010年美国人口普查，该市有人口1,443人。